# Sicyodes warreni
Sicyodes warreni là một loài bướm đêm trong họ Geometridae.